# Pádraic Delaney
Pádraic Delaney (Adamstown, 6 novembre 1977) è un attore irlandese.
È conosciuto per il ruolo di Teddy O'Donovan nel film Il vento che accarezza l'erba, grazie al quale si è guadagnato un IFTA nomination, così come fu nominato attore irlandese dell'anno per il 2007 Berlin Film Festival. 

## Biografia
Delaney nacque da Sheelagh and Michael Delaney. Ha tre fratelli più grandi Philip, Conor ed Emmett, e due sorelle più piccole, Tracey e Gemma. Frequentò la Colaiste Abbain Secondary School ad Adamstown, Wexford. Studiava ingegneria prima di essere espulso dopo quattro mesi. Continuò successivamente a studiare al Beckett Centre, Trinity College, Dublino.

## Carriera
Cominciò a recitare in teatro, in Amleto, The Yalta Game, Sogno di una notte di mezza estate , The Hollow in the Sand and This Lime Tree Bower. Delaney presto aggiunse la comparsa nello schermo nel suo repertorio, recitando nel film An Cuainín, e apparendo nel 2005 nella serie televisiva irlandese Pure Mule e The Clinic.
Fu nel 2006 che apparve per la prima volta di fronte all'audience internazionale come un rivoluzionario irlandese: Teddy O'Donovan in Il vento che accarezza l'erba, contro Cillian Murphy. Il primo vinse la Palme D'Or al 2006 Cannes Film Festival, e Delaney fu nominato per due 2007 IFTA Award: Migliore Attore in un ruolo di supporto e Talento nuovo.
Delaney è stato anche un membro del cast della serie I Tudors, in cui ha recitato nella parte del fratello di  Anna Bolena, George Bolena.
Nel 2007, Delaney apparve sul palco al Tricycle Theatre nel ruolo di un prete Cattolico nella rappresentazione di John Patrick Shanley Doubt: A Parable.

## Filmografia

### Cinema
- Il vento che accarezza l'erba (The Wind That Shakes the Barley), regia di Ken Loach (2006)
- Eden, regia di Declan Recks (2008)
- Perrier's Bounty, regia di Ian Fitzgibbon (2009)
- L'uomo che vide l'infinito (The Man Who Knew Infinity), regia di Matt Brown (2015)
- Freud (Freud's Last Session), regia di Matt Brown (2023)

### Televisione
- Pure Mule – serie TV, episodi 1x04-1x05 (2005)
- The Clinic – serie TV, episodio 3x07 (2005)
- Legend – serie TV, 6 episodi (2006)
- I Tudors (The Tudors) – serie TV, 16 episodi (2007-2008)
- Single-Handed – serie TV, episodi 3x01-3x02 (2009)
- Raw – serie TV, 6 episodi (2010-2011)
- Knightfall – serie TV, 18 episodi (2017-2019)